# Château de Rosampoul
Le château de Rosampoul était un château situé sur la commune française de Plougonven, dans le département du Finistère, centre de la seigneurie éponyme.

## Historique
Le château de Rosampoul, de style néo-Louis XIII, appartenait à la famille Boscal de Réals au XIXe siècle. Il fut détruit dans les années 1970 à cause de la mérule.
Au XVe siècle, il était la possession de cadets de la famille de Kerloaguen.
Il ne subsiste aujourd'hui que les communs du château, au sein d'une forêt privée de 120 hectares, situés sur la commune de Saint Eutrope Plougonven. Depuis décembre 2010, Martine et Bruno MASO, les nouveaux propriétaires ont rénové les lieux, créé une écurie de propriétaires de chevaux, le domaine de Rosampoul (www.domainederosampoul.com), ainsi que des gîtes touristiques. Les terres sont  à nouveau exploitées par les nouveaux propriétaires avec une agriculture raisonnée. La forêt a été dynamisée avec de nouvelles plantations de séquoia, red cedar, épicéa.